# Osmar Serpa de Carvalho
Osmar Serpa de Carvalho (?, ? — Niterói, 27 de março de 1966) foi um político brasileiro.

## Biografia
Em 1947 foi eleito vereador, no grupo que formaram a primeira Legislatura da Câmara Municipal de Nilópolis na história.
Foi eleito suplente de deputado estadual pelo PSD em 19 de janeiro de 1947.
Osmar Serpa era presidente da Assembleia Legislativa fluminense em 1959 quando Togo de Barros, então governador em exercício do estado do Rio de Janeiro, transmitiu o cargo a Roberto Silveira que havia sido eleito no ano anterior.